# Meister der Biberacher Sippe

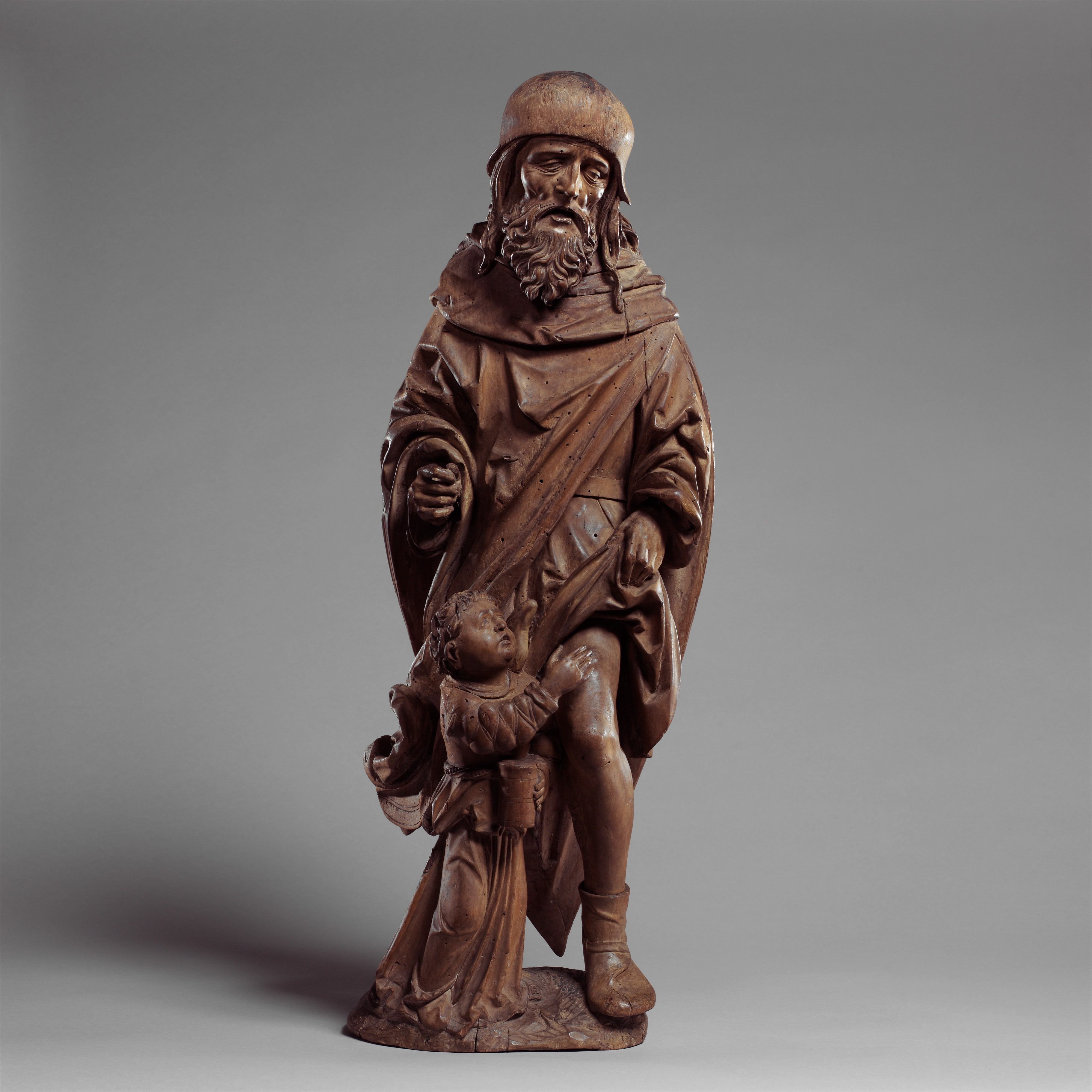
Der heilige Rochus, Metropolitan Museum of Art

Der Meister der Biberacher Sippe (tätig 1. Drittel 16. Jahrhundert) war einer der bedeutendsten deutschen Bildschnitzer der Dürerzeit.
Der Meister der Biberacher Sippe ist ein heute namentlich nicht mehr bekannter Bildschnitzer der Süddeutschen Schule. Seinen Notnamen erhielt er nach einem Relief der Familie Jesu für die Stadtpfarrkirche Biberach an der Riß, das sich heute im Dominikanermuseum Rottweil befindet. Die Formensprache seiner Werke erinnert ein wenig an die Werke von Hans Daucher und der
Augsburger Schule, das eine Schulung in diesem Umkreis wahrscheinlich macht. Er war vermutlich in Augsburg, Biberach und vielleicht auch Ulm tätig.
1933 von Hans Rott veröffentlichte Studien unternahmen den Versuch, den Meister der Biberacher Sippe mit dem aus Memmingen stammenden Bildschnitzer Michael Zeynsler zu identifizieren. Die These fand anfänglich großen Anklang, wird aber von der modernen Forschung mit großer Skepsis betrachtet. 1952/53 legte Gertrud Otto ihre Forschungsergebnisse zum Œuvre des Meisters vor, die ihm ein umfangreiches Werk bescheinigten. Diese Auflistung wird von der Forschung heute ebenfalls mit großer Skepsis betrachtet, da die aufgelisteten Werke kein homogenes Ganzes ergeben und besonders die zugewiesenen Werke der mittleren und späten Periode nicht die Qualität der allgemein anerkannten Werke erreichen.

## Werke
Allgemein anerkannte Werke
- Berlin, Skulpturensammlung und Museum für Byzantinische Kunst
  - Der heilige Sebastian, um 1515[3]
- München, Bayerisches Nationalmuseum
  - Maria aus einer Krönung der Gottesmutter, um 1515/1520
  - Anna selbdritt, um 1510/1520[4]
  - Anna selbdritt, um 1520
- New York, Metropolitan Museum of Art
  - Der heilige Rochus. um 1515
- Rottweil, Dominikanermuseum
  - Die Heilige Sippe

Umstrittene Werke (Auswahl)
- Biberach, Braith-Mali-Museum
  - Der heilige Martin und der Bettler, um 1500
- Düsseldorf, Kunstmuseum
  - Kniende Stifterin mit Kindern, um 1510

## Belege
1. ↑  Hans Rott: Quellen und Forschungen zur südwestdeutschen und schweizerischen Kunstgeschichte im 15. und 16. Jahrhundert. Band 1: Bodenseegebiet. Strecker & Schröder, Stuttgart 1933.
2. ↑  Gertrud Otto: Der Bildhauer Michael Zeynsler. In: Memminger Geschichtsblätter. Jahresheft 1952/1953, ISSN 0539-2896, S. 6–10.
3. ↑  Foto.
4. ↑  Anna Selbdritt (Figur). Abgerufen am 22. Juli 2025.